# Protilema montanum
Protilema montanum là một loài bọ cánh cứng trong họ Cerambycidae.